# Niclas Alexandersson
Niclas Alexandersson   (Halmstad, 29 de desembre de 1971) fou un futbolista suec de la dècada de 2000.
Fou 109 cops internacional amb la selecció sueca amb la qual participà en la Copa del Món de Futbol de 2002 i 2006.
Pel que fa a clubs, defensà els colors de Halmstads BK, IFK Göteborg, Sheffield Wednesday, Everton FC i West Ham United FC.